# Ga Songtan
Ga Songtan (Tiếng Hàn: 송탄역, Hanja: 松炭驛) là ga tàu điện ngầm trên Tàu điện ngầm vùng thủ đô Seoul tuyến 1 nằm ở Sinjang 2-dong, Pyeongtaek-si, Gyeonggi-do, Hàn Quốc.

## Thông tin
Không giống như hầu hết các ga hiện có trên Tuyến 1 được mở cùng với Tuyến Gyeongbu vào năm 1905, Ga Songtan được xây dựng trong Chiến tranh Triều Tiên vào năm 1952 để xử lý việc chuyển đổi đường ray cho các tuyến nhánh dẫn đến Căn cứ Không quân Osan mới được xây dựng gần đó . Sau chiến tranh, lớp xe lửa đi lại Bidulgi bắt đầu ghé qua Ga Songtan, nhưng chúng đã bị loại bỏ vào những năm 1990.
Năm 2005, Tuyến 1 được mở rộng về phía nam Suwon và tòa nhà ga hiện tại được mở để phục vụ tuyến mới. Vào năm 2010, một bến đỗ taxi đã được xây dựng để tạo điều kiện thuận lợi cho việc trả và đón khách ngay bên ngoài lối vào phòng chờ.
Nhà ga gần Căn cứ Không quân Osan và khu mua sắm kiểu phương Tây thường được gọi là "Cổng chính". Du khách có thể ra khỏi ga tàu điện ngầm và bắt taxi đến "Cổng chính" và đến đó sau vài phút. Nằm cạnh ga Songtan là trường cấp 2 và cấp 3 Tae-kwan.

## Bố trí ga
| ↑ Jinwi      |
| １ \| ２     |
| Seojeongni ↓ |

| １ | ● Tuyến 1 | Địa phương | ← Hướng đi Osan · Byeongjeom · Suwon · Guro · Đại hoc Kwangwoon |
| ２ | ● Tuyến 1 | Địa phương | → Hướng đi Seojeongni · Pyeongtaek · Cheonan · Sinchang →       |

## Thư viện

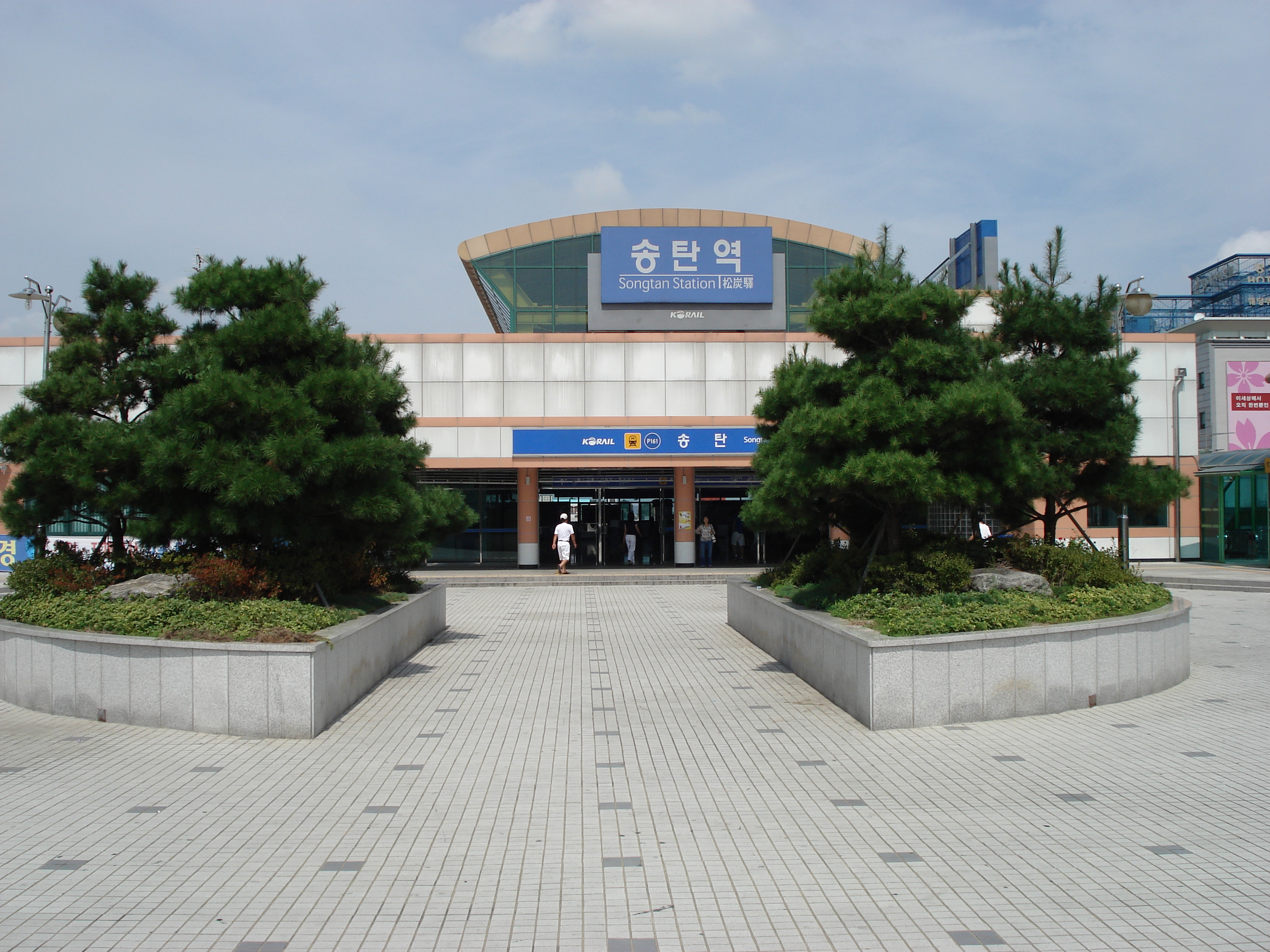
Nhà ga
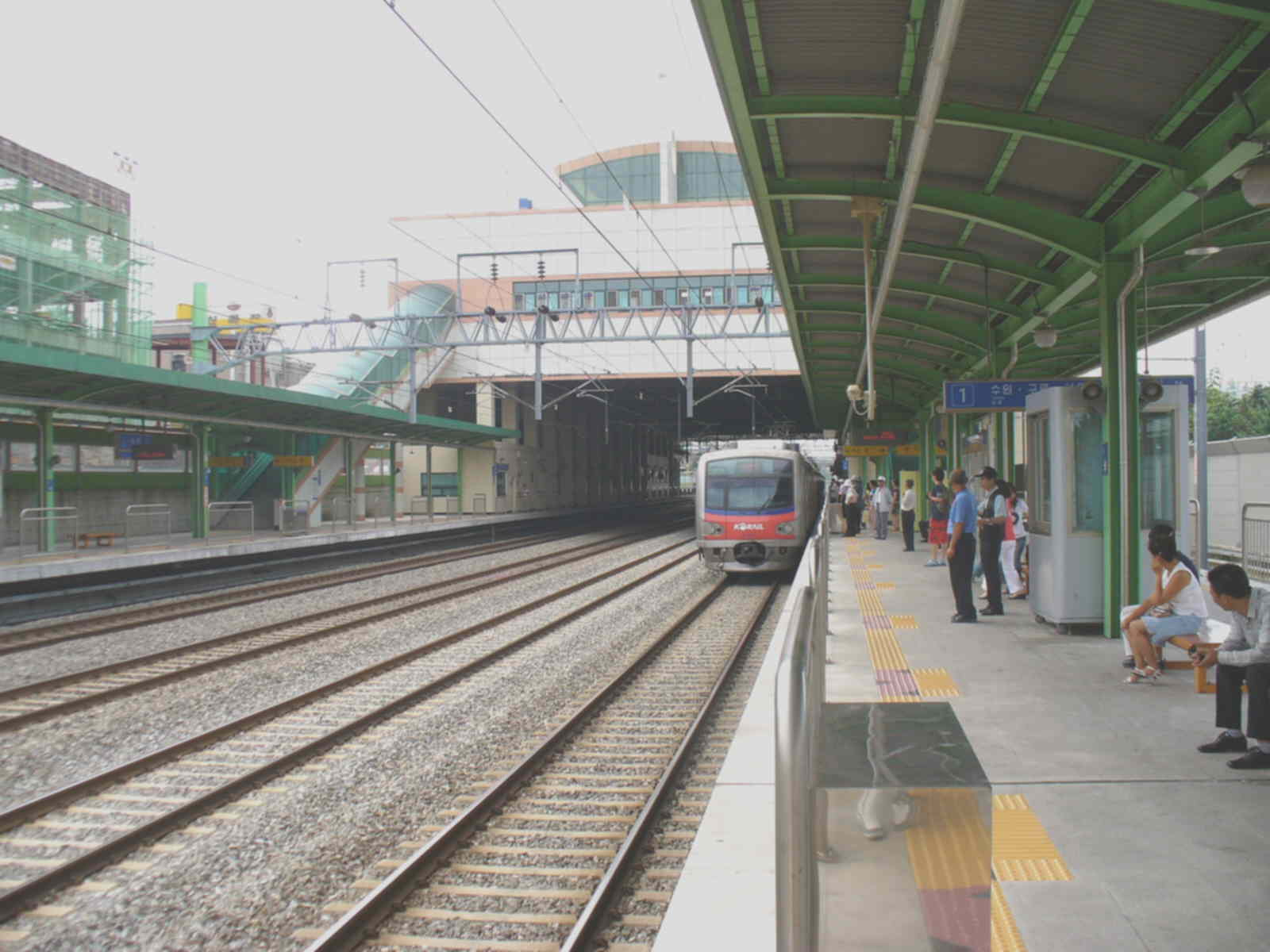
Sắp có chuyến tàu đi hướng bắc đến Seoul
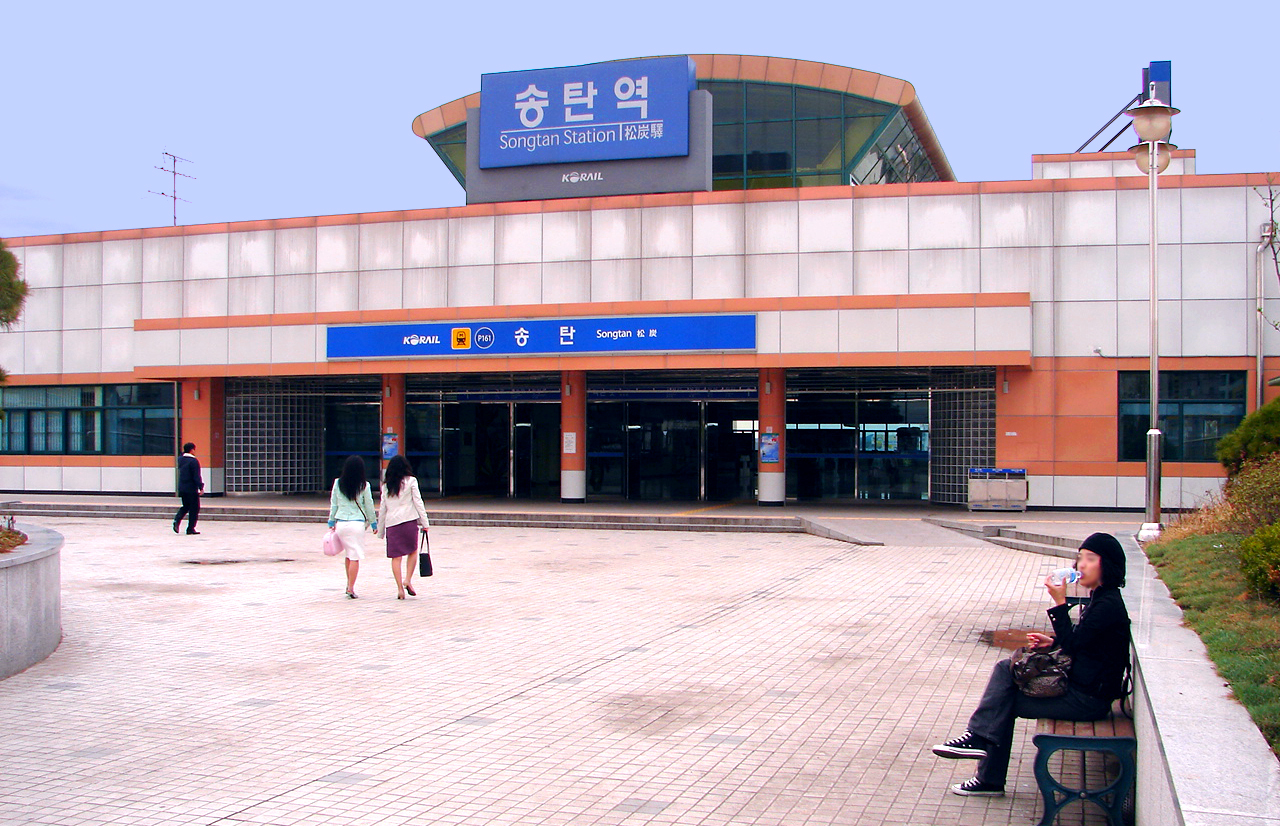
Lối vào

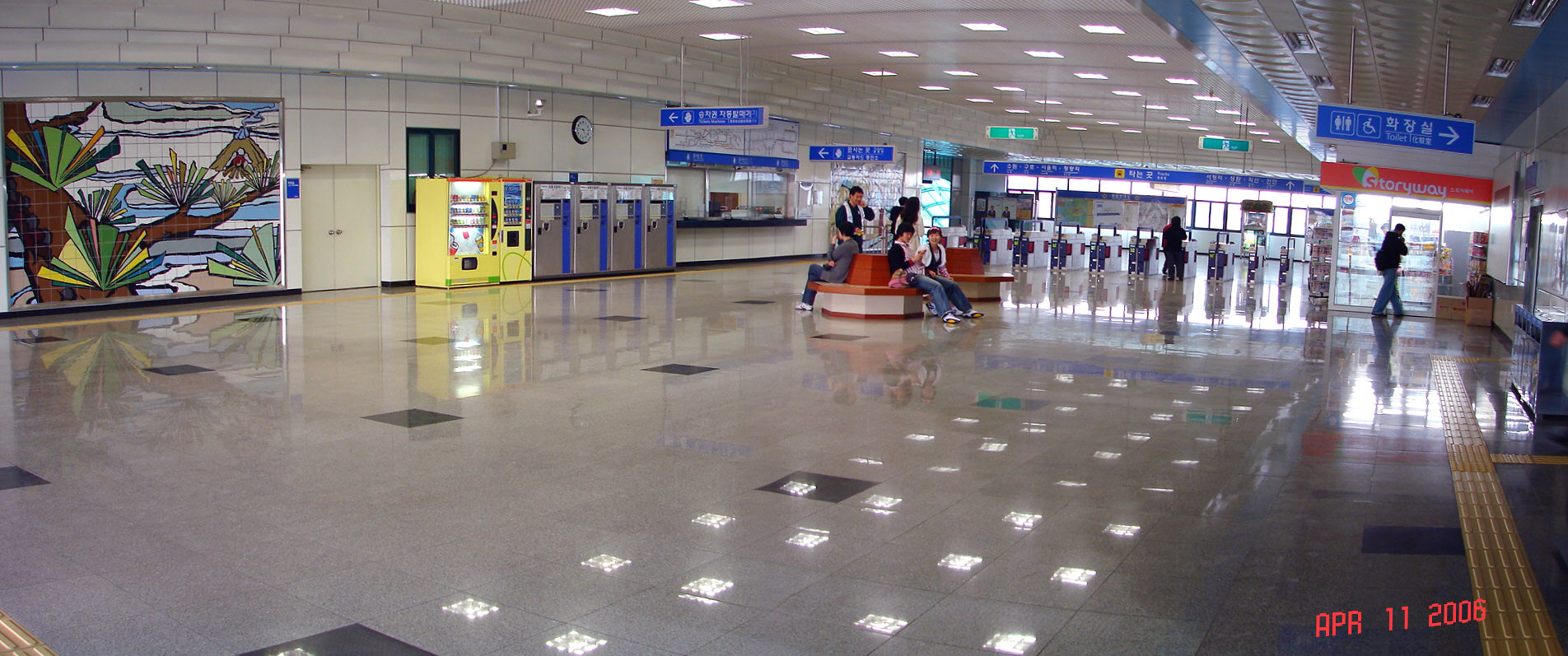
Phòng chờ
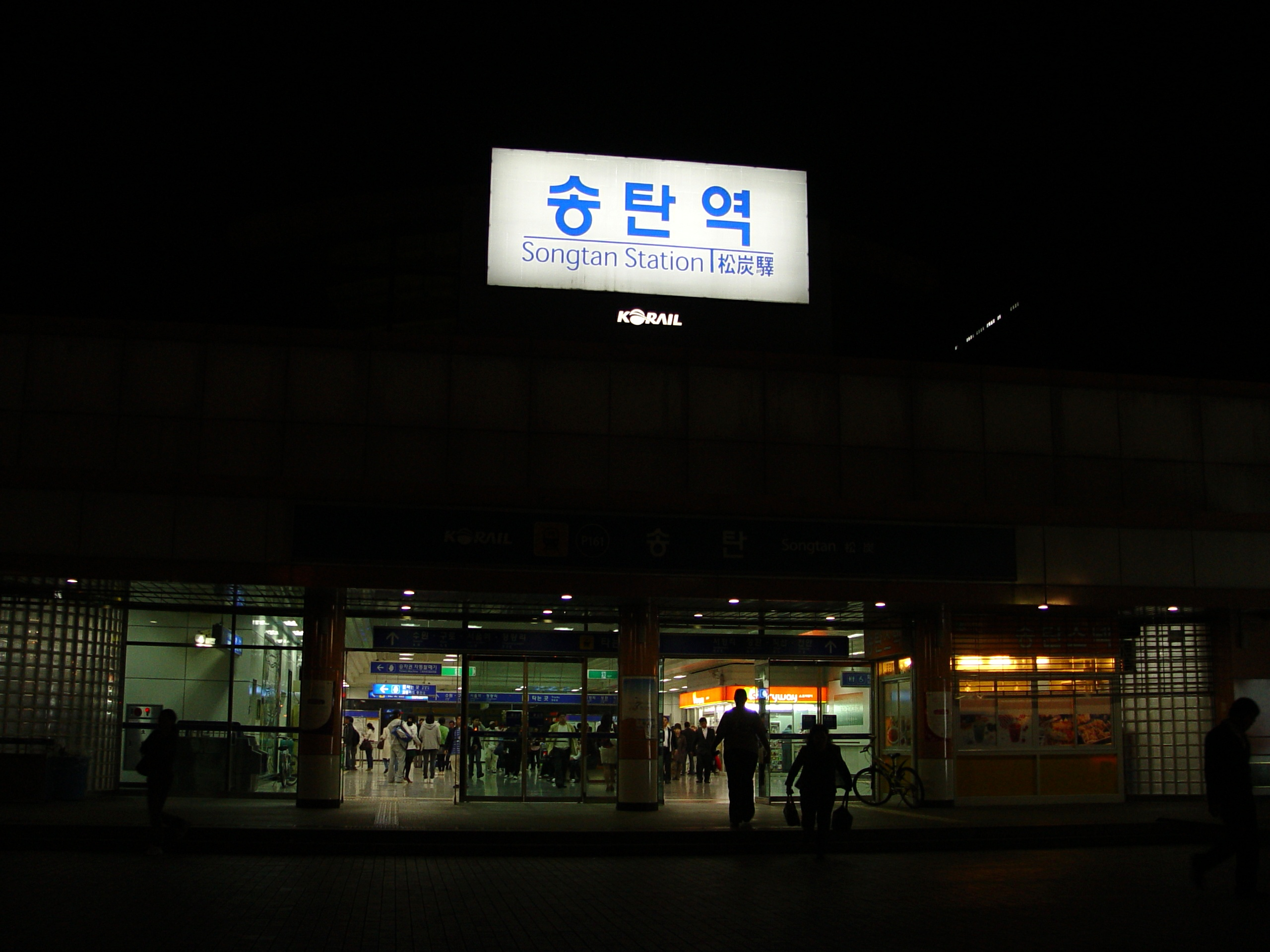
Bảng tên ga vào buổi tối
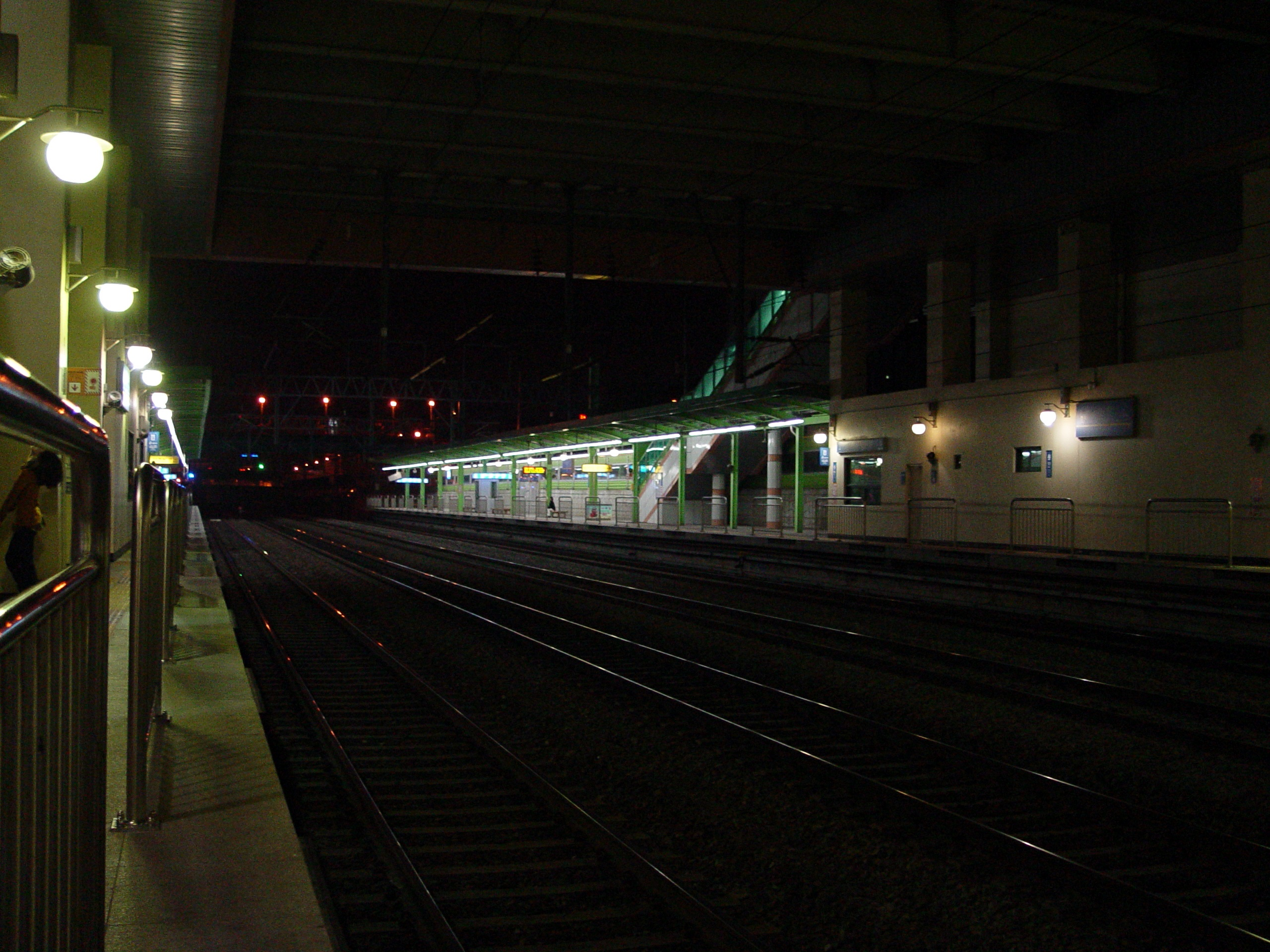
Sân ga vào buổi tối